# Phuket (thành phố)
Phuket (tiếng Thái: ภูเก็ต, đọc là Bu-két) là một thành phố ở đông đảo Phuket, Thái Lan. Thành phố là thủ phủ tỉnh Phuket. Tính đến  năm 2007 thành phố có dân số 75.573 người. Thành phố thuộc huyện Mueang Phuket.
Phuket cách Bangkok 862 km về phía nam.

## Địa lý

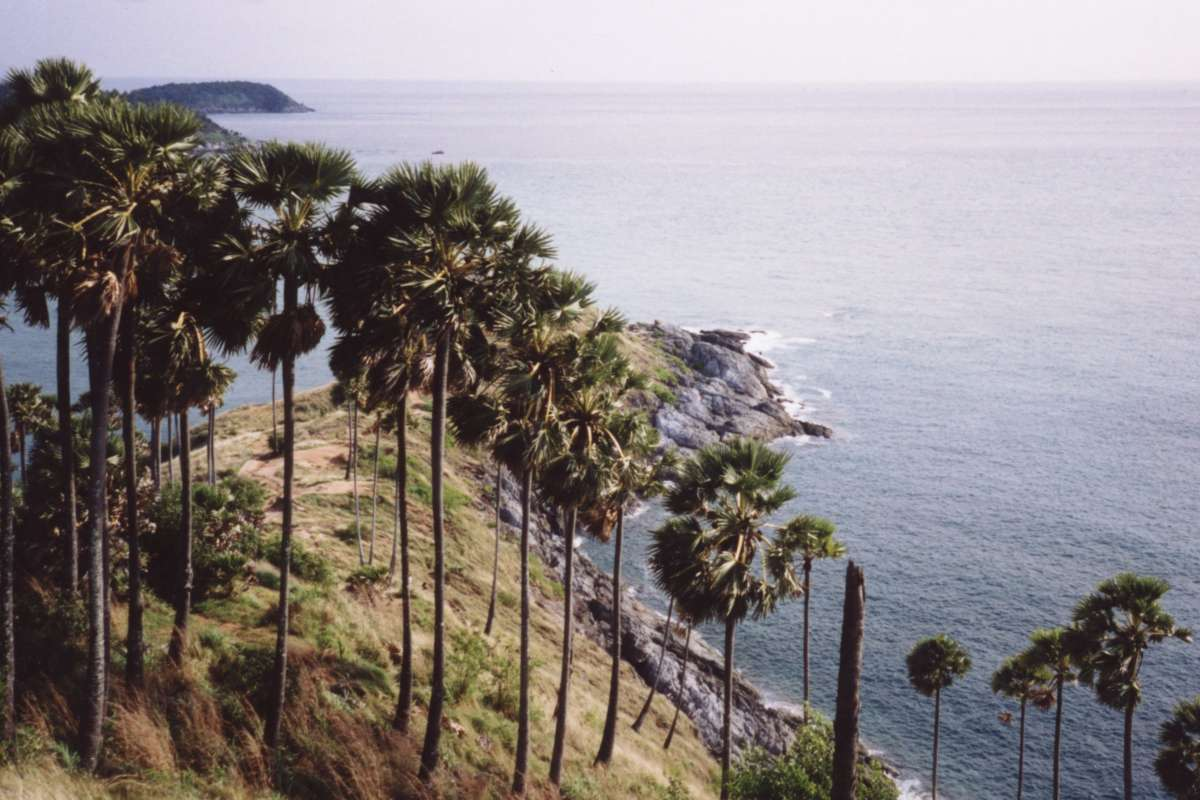
Mũi Promthep

Thành phố này nằm ở phần phía Nam của đảo Phuket. Bờ biển phía Tây và phía Nam bao gồm nhiều bãi tắm cho du khách, từ Tây Bắc:
1. Karon,
2. Bãi biển Kata,
3. Bãi biển Kata Noi,
4. Bãi biển Nai Harn,
5. Bãi biển Rawai
6. Vịnh Chalong

Các bãi biển được các mũi đá tách riêng ra, trong đó nổi tiếng nhất là mũi đá Promthep Cape ở cực nam của hòn đảo. Người Thái thường thích ngắm hoàng hôn ở mũi này.

### Khí hậu

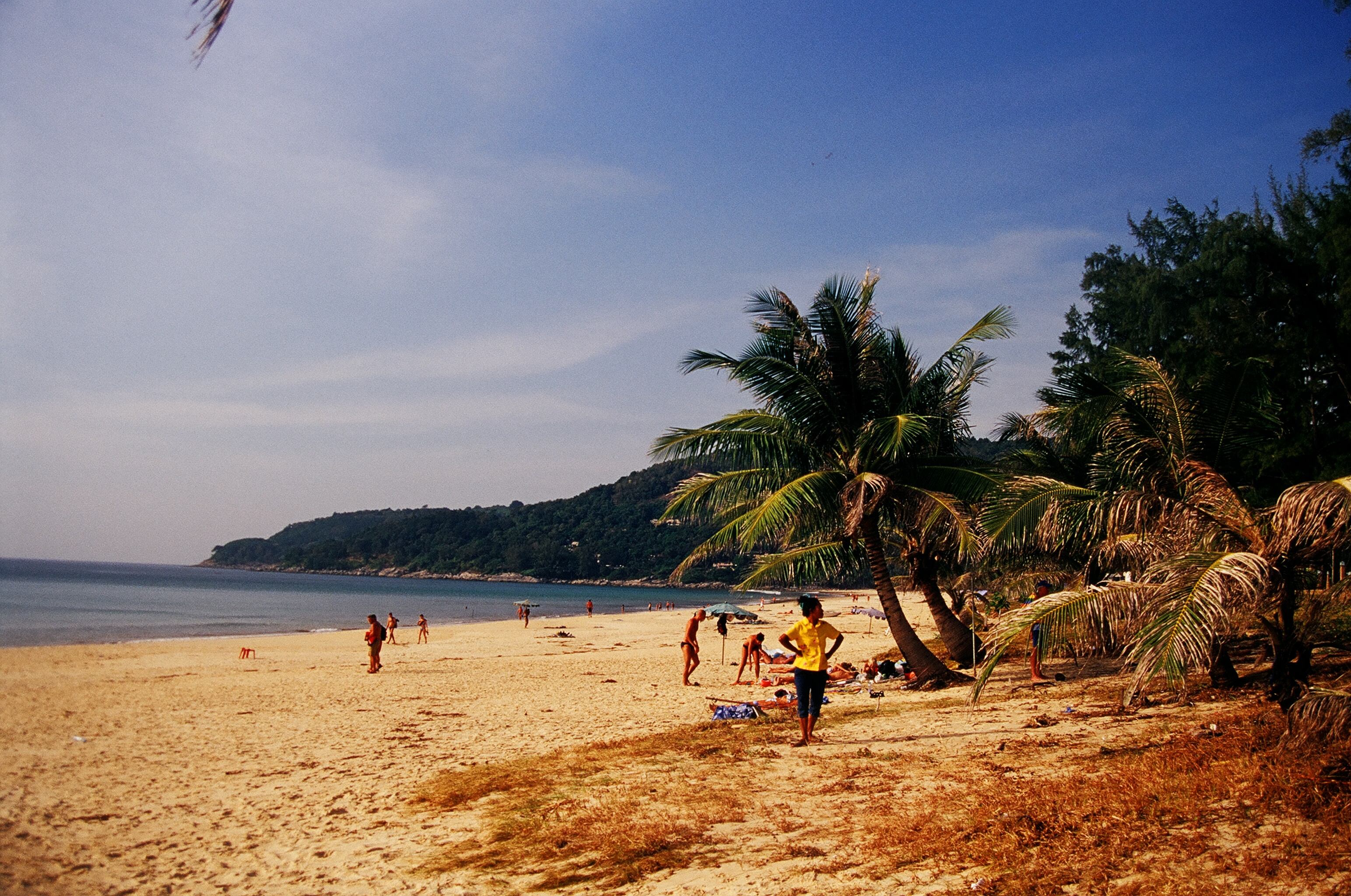
Bãi biển Karon

| Dữ liệu khí hậu của Phuket (1981–2010)  | Dữ liệu khí hậu của Phuket (1981–2010) | Dữ liệu khí hậu của Phuket (1981–2010) | Dữ liệu khí hậu của Phuket (1981–2010) | Dữ liệu khí hậu của Phuket (1981–2010) | Dữ liệu khí hậu của Phuket (1981–2010) | Dữ liệu khí hậu của Phuket (1981–2010) | Dữ liệu khí hậu của Phuket (1981–2010) | Dữ liệu khí hậu của Phuket (1981–2010) | Dữ liệu khí hậu của Phuket (1981–2010) | Dữ liệu khí hậu của Phuket (1981–2010) | Dữ liệu khí hậu của Phuket (1981–2010) | Dữ liệu khí hậu của Phuket (1981–2010) | Dữ liệu khí hậu của Phuket (1981–2010) |
| Tháng                                   | 1                                      | 2                                      | 3                                      | 4                                      | 5                                      | 6                                      | 7                                      | 8                                      | 9                                      | 10                                     | 11                                     | 12                                     | Năm                                    |
| --------------------------------------- | -------------------------------------- | -------------------------------------- | -------------------------------------- | -------------------------------------- | -------------------------------------- | -------------------------------------- | -------------------------------------- | -------------------------------------- | -------------------------------------- | -------------------------------------- | -------------------------------------- | -------------------------------------- | -------------------------------------- |
| Cao kỉ lục °C (°F)                      | 36.3 (97.3)                            | 36.7 (98.1)                            | 37.8 (100.0)                           | 37.8 (100.0)                           | 37.8 (100.0)                           | 35.8 (96.4)                            | 35.0 (95.0)                            | 35.5 (95.9)                            | 35.0 (95.0)                            | 35.3 (95.5)                            | 34.8 (94.6)                            | 34.2 (93.6)                            | 37.8 (100.0)                           |
| Trung bình ngày tối đa °C (°F)          | 32.7 (90.9)                            | 33.6 (92.5)                            | 34.0 (93.2)                            | 33.8 (92.8)                            | 32.8 (91.0)                            | 32.4 (90.3)                            | 32.0 (89.6)                            | 32.0 (89.6)                            | 31.5 (88.7)                            | 31.5 (88.7)                            | 31.7 (89.1)                            | 31.7 (89.1)                            | 32.5 (90.5)                            |
| Trung bình ngày °C (°F)                 | 28.1 (82.6)                            | 28.7 (83.7)                            | 29.2 (84.6)                            | 29.4 (84.9)                            | 28.8 (83.8)                            | 28.6 (83.5)                            | 28.2 (82.8)                            | 28.1 (82.6)                            | 27.5 (81.5)                            | 27.4 (81.3)                            | 27.7 (81.9)                            | 27.6 (81.7)                            | 28.3 (82.9)                            |
| Tối thiểu trung bình ngày °C (°F)       | 24.5 (76.1)                            | 24.9 (76.8)                            | 25.4 (77.7)                            | 25.8 (78.4)                            | 25.6 (78.1)                            | 25.5 (77.9)                            | 25.1 (77.2)                            | 25.3 (77.5)                            | 24.6 (76.3)                            | 24.5 (76.1)                            | 24.7 (76.5)                            | 24.4 (75.9)                            | 25.0 (77.0)                            |
| Thấp kỉ lục °C (°F)                     | 19.5 (67.1)                            | 18.6 (65.5)                            | 20.0 (68.0)                            | 20.5 (68.9)                            | 21.2 (70.2)                            | 21.9 (71.4)                            | 20.5 (68.9)                            | 21.1 (70.0)                            | 21.1 (70.0)                            | 20.5 (68.9)                            | 20.3 (68.5)                            | 18.4 (65.1)                            | 18.4 (65.1)                            |
| Lượng Giáng thủy trung bình mm (inches) | 30.3 (1.19)                            | 23.9 (0.94)                            | 73.5 (2.89)                            | 142.9 (5.63)                           | 259.5 (10.22)                          | 213.3 (8.40)                           | 258.2 (10.17)                          | 286.8 (11.29)                          | 361.2 (14.22)                          | 320.1 (12.60)                          | 177.4 (6.98)                           | 72.4 (2.85)                            | 2.219,5 (87.38)                        |
| Số ngày mưa trung bình                  | 4.6                                    | 3.1                                    | 6.7                                    | 11.8                                   | 18.8                                   | 18.2                                   | 19.6                                   | 19.0                                   | 22.1                                   | 22.5                                   | 15.4                                   | 9.3                                    | 171.1                                  |
| Độ ẩm tương đối trung bình (%)          | 70                                     | 69                                     | 71                                     | 75                                     | 79                                     | 79                                     | 79                                     | 79                                     | 82                                     | 82                                     | 79                                     | 75                                     | 77                                     |
| Số giờ nắng trung bình tháng            | 102.0                                  | 98.0                                   | 89.0                                   | 71.0                                   | 80.0                                   | 98.0                                   | 102.0                                  | 133.0                                  | 93.0                                   | 80.0                                   | 80.0                                   | 111.0                                  | 95.0                                   |
| Nguồn 1:                                |                                        |                                        |                                        |                                        |                                        |                                        |                                        |                                        |                                        |                                        |                                        |                                        |                                        |
| Nguồn 2:                                |                                        |                                        |                                        |                                        |                                        |                                        |                                        |                                        |                                        |                                        |                                        |                                        |                                        |

## Du lịch
Nằm trong vô số hòn đảo nằm rải rác dọc theo dải đất hẹp dẫn đến bán đảo Mã Lai. Có những hòn đảo lớn hơn như Ko Samui và Phuket được phát triển phục vụ ngành du lịch. Trải qua nhiều thập niên, Phuket nổi tiếng là một trong những điểm du lịch biển sạch. 
Đảo Phuket gần như biệt lập với đất liền, tuy nhiên, chính nhờ du lịch và khoáng sản giàu có về thiếc, cao su và dừa đã đem lại sự giàu có cho đảo.

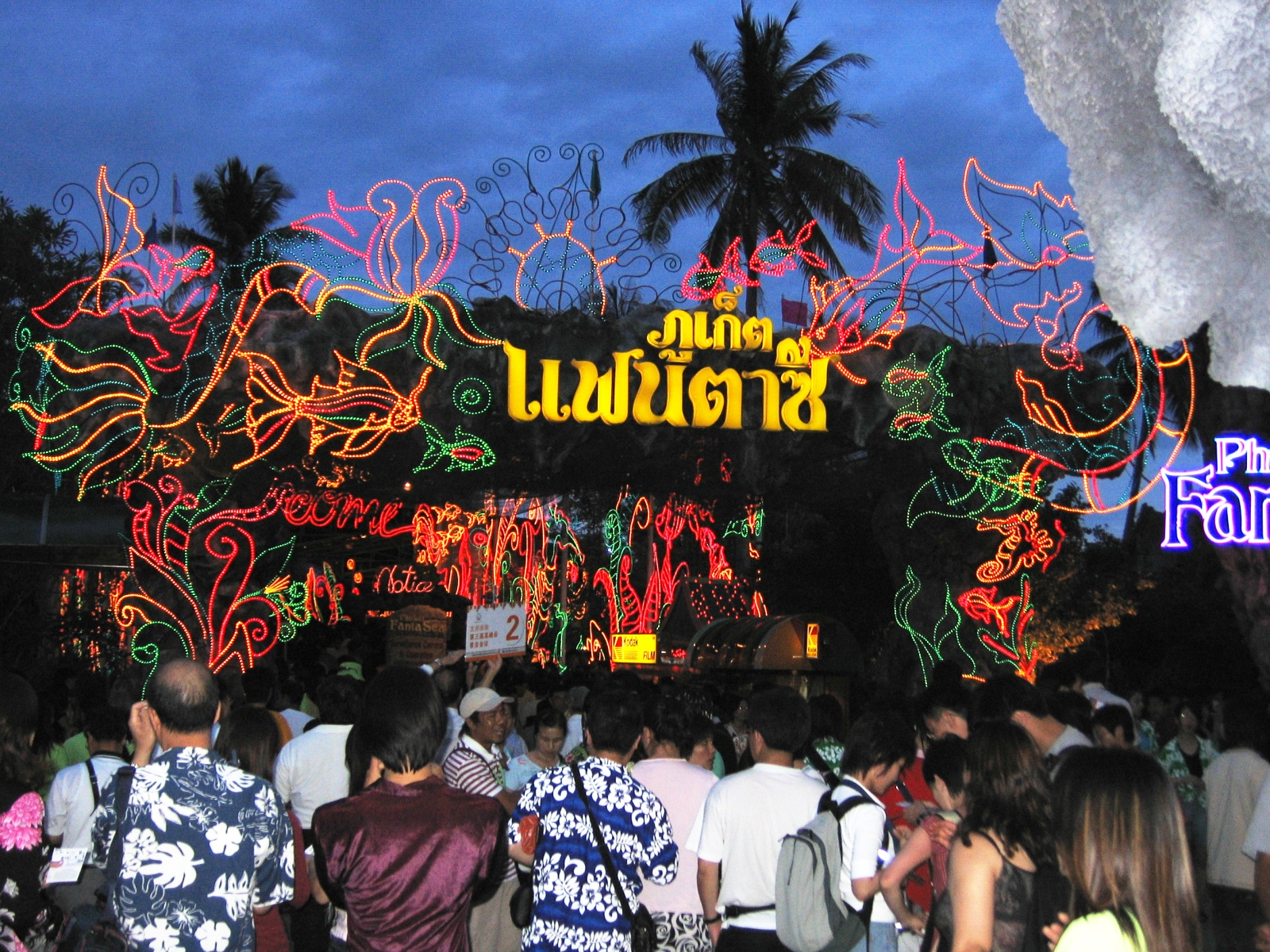
Một tụ điểm vui chơi ở Phuket

Vào thập niên 1970, du khách biết đến Phuket ngoài điểm đến là Pattaya. Sau đó, nhà hàng, khách sạn và khu nghỉ mát cùng với phi trường của đảo được mở rộng để đón chào du khách đến từ Châu Á, Châu Âu và Châu Úc. Ngày nay, Phuket không còn là nơi được biết đến là nơi có nhiều khoáng sản mà chỉ là nơi hoàn toàn dành cho du lịch.

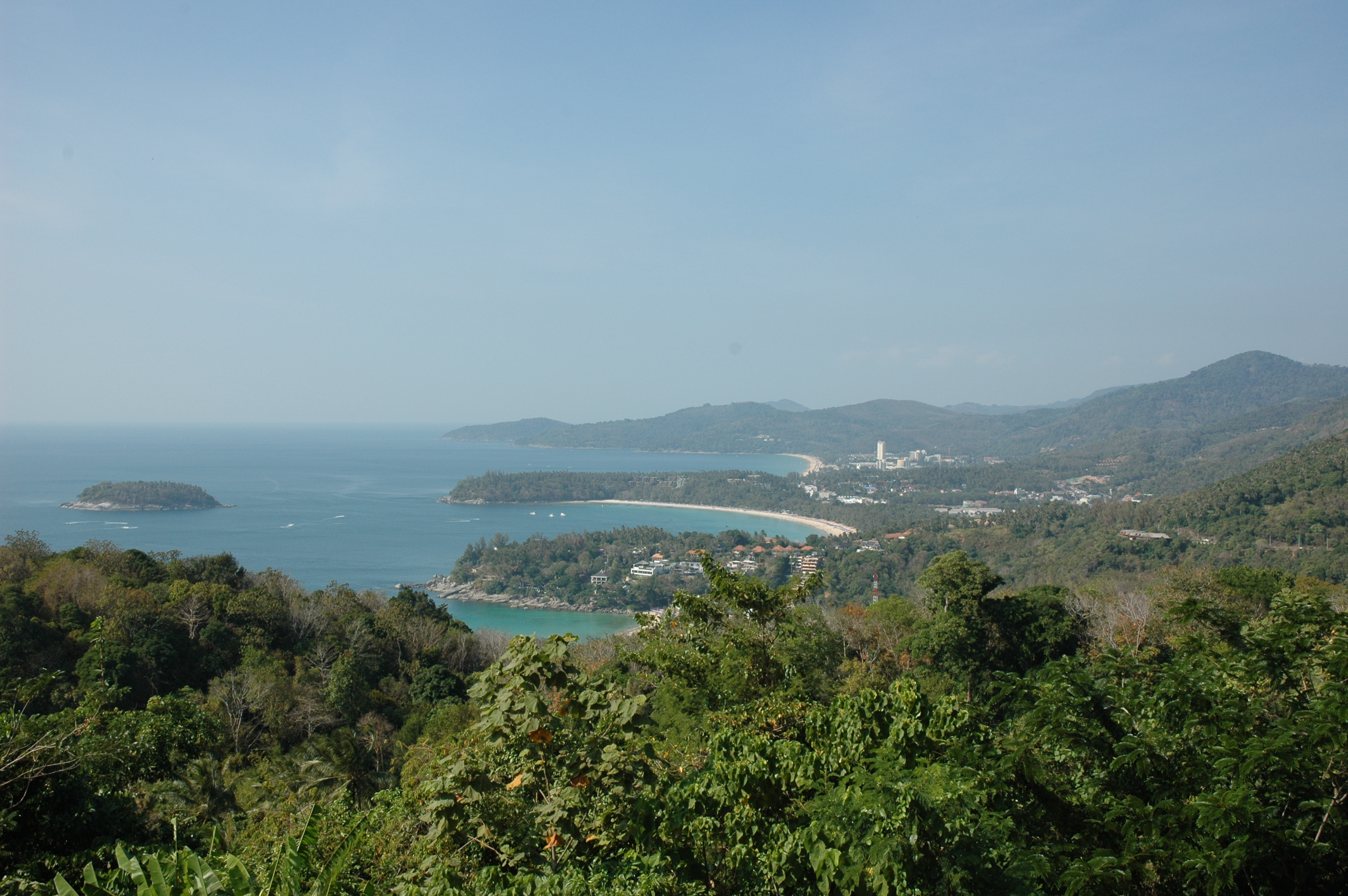
Toàn cảnh Phuket

## Kiến trúc
Không giống các thành phố khác của đất nước, thành phố Phuket mang hoàn toàn theo kiểu riêng. Kiểu xây dựng nhà cửa theo mẫu mã kiến trúc đặc trưng thuộc địa, nhờ những nhà tư bản khai thác mỏ thiếc và cây cao su vào cuối thế kỷ thứ 19, sau trận hỏa hoạn đã tàn phá vùng thị trấn. Có những chuyến tham quan du lịch các kiến trúc cổ do các công ty du lịch bản địa tổ chức. Nơi đây có các kiến trúc của người Hoa để lại với kiến trúc tầng trệt làm nơi buôn bán, có hành lang tiếp tân và tầng cao làm nơi sinh sống. Nét quyến rũ về những ngôi nhà cao tầng cổ xưa của thành phố Phuket được kết hợp nhiều nơi thiêng liêng của người Hoa. Quan trọng là Wat Jui Tue sơn màu sắc chói lọi và một chùa khác nhỏ hơn là Wat Put Jaw, bên cạnh cửa lớn của chùa này có một ngoi chợ trên đường Ramong. Chùa là nơi xuất phát lễ hội Phật tử sang đạo ăn chay năm ngày tại Phuket vào tháng mười hàng năm.

## Sóng thần
Năm 2004, thành phố bị sóng thần tàn phá hầu như toàn bộ, du lịch được khôi phục qua nhiều năm tháng.

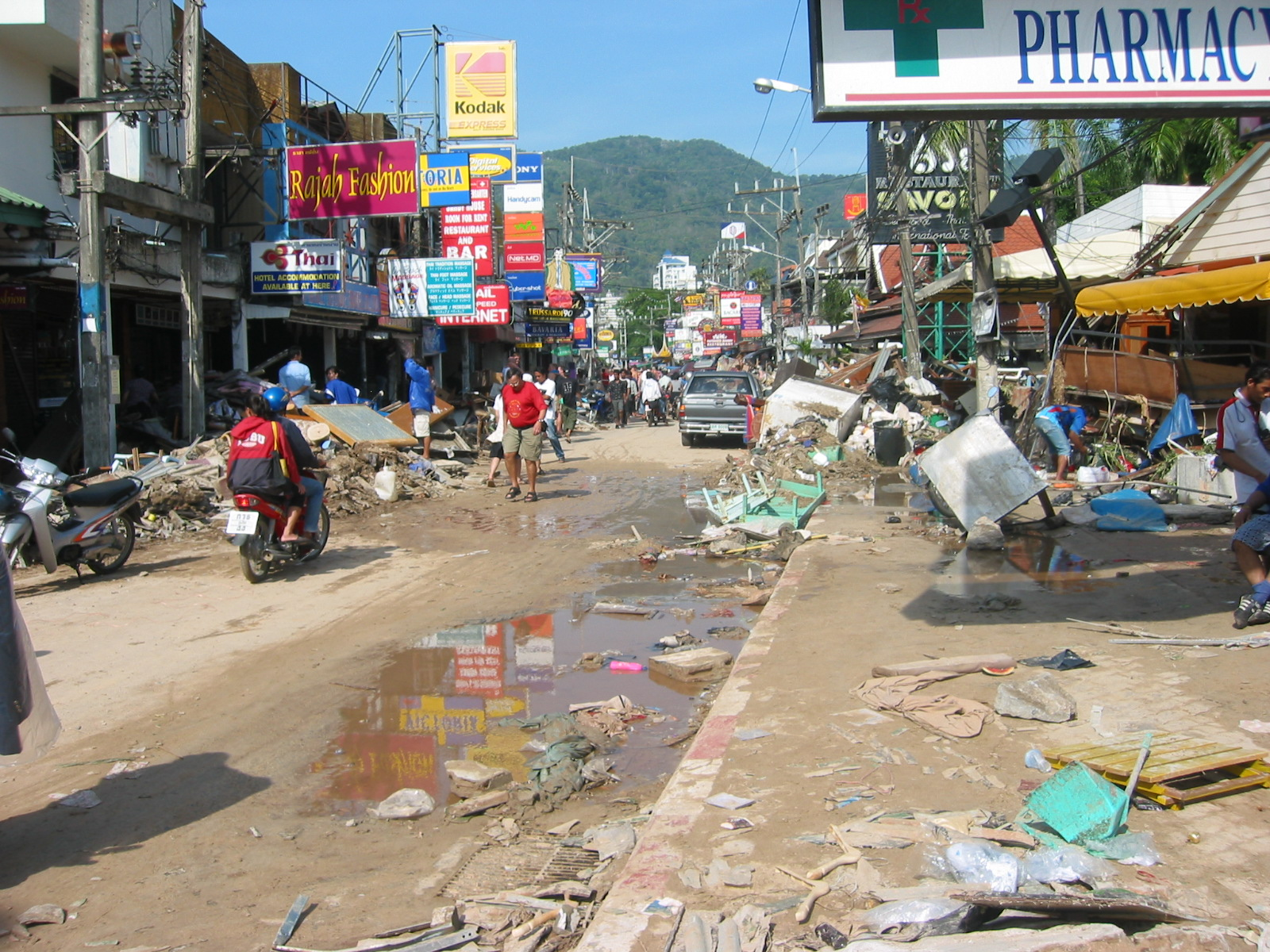
Bãi biển Patong sau cơn sóng thần

## Giao thông

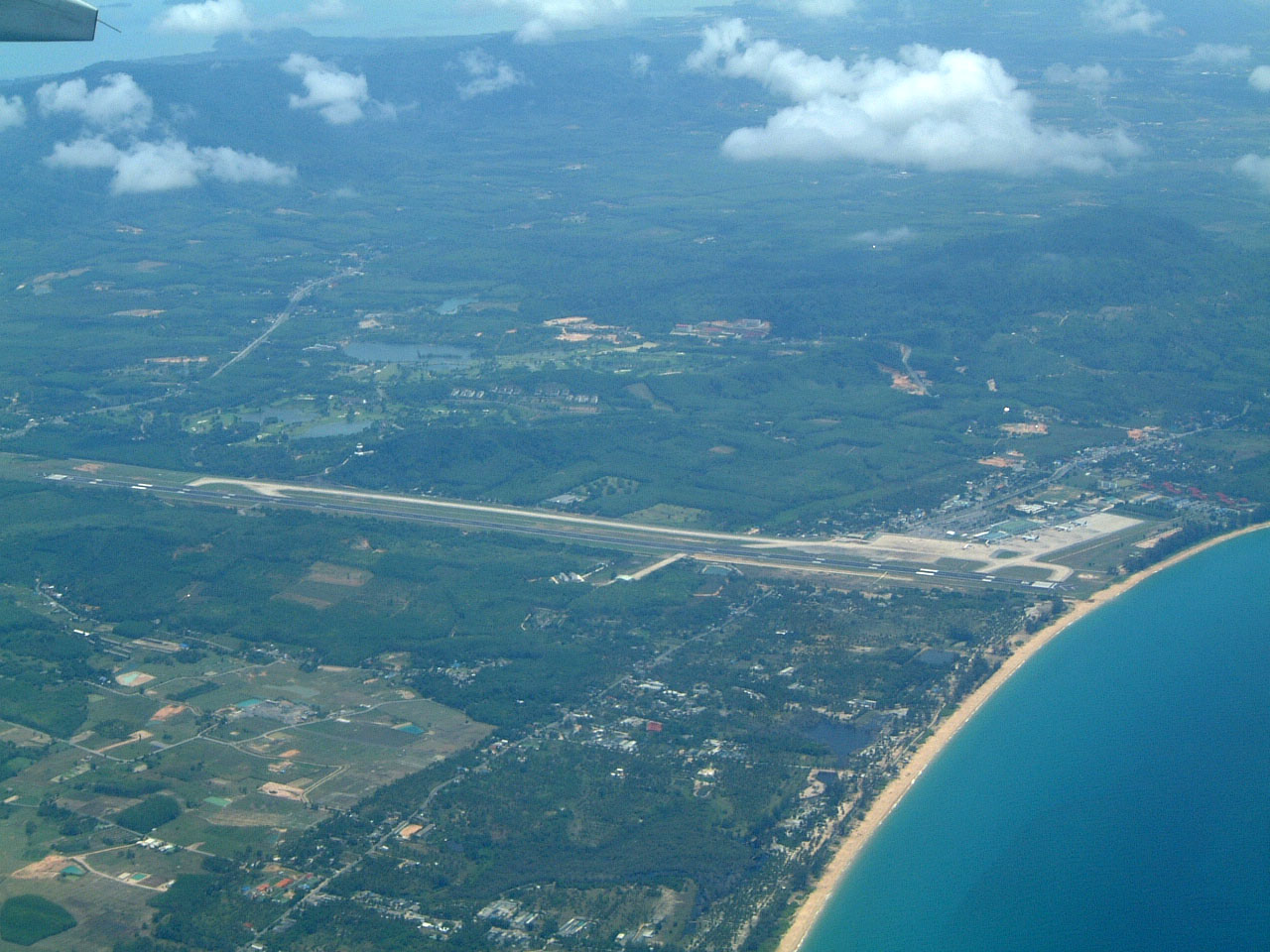
Sân bay Phuket

- Sân bay quốc tế Phuket

## Thành phố kết nghĩa
- Las Vegas, Nevada, Hoa Kỳ
- George Town, Malaysia[4]